# Monte Churchill
O Monte Churchill é um vulcão nas Montanhas de Santo Elias e no campo vulcânico de Wrangell, no leste do Alasca, perto da fronteira com o território canadense de Yukon. Churchill e seu vizinho mais alto, o Monte Bona, a cerca de 3 km ao sudoeste, são ambos grandes estratovulcões cobertos de gelo, com Churchill sendo o quarto maior vulcão dos Estados Unidos e o sétimo mais alto da América do Norte.